# Alafia lucida
Alafia lucida är en oleanderväxtart som beskrevs av Otto Stapf. Alafia lucida ingår i släktet Alafia och familjen oleanderväxter. Inga underarter finns listade i Catalogue of Life.